# Rabnitzbach

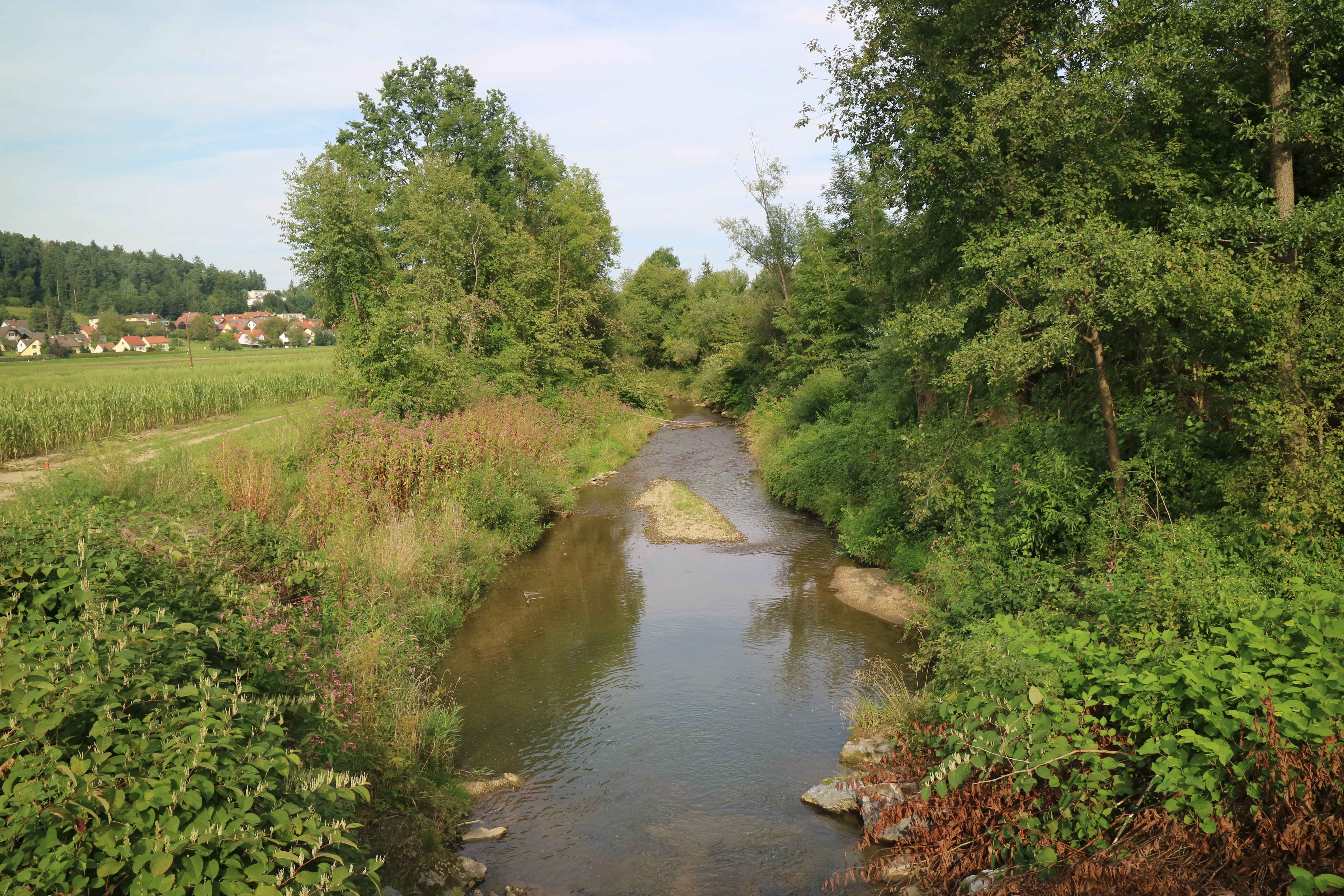
Rabnitzbach

De Rabnitzbach is een rivier in de Oostenrijkse deelstaat Stiermarken.
De rivier ontspringt in de buurt van de berg Schöckel (1445 meter), ongeveer vijftien kilometer ten noordoosten van Graz. Het water stroomt vervolgens in zuidoostelijke richting, om bij Gleisdorf uit te monden in de Rába.
De rivier heeft een lengte van ongeveer 21 kilometer en is rijk aan vis. Het vormt een van de schoonste wateren van Stiermarken. Normaal gesproken is de rivier onschadelijk, maar bij hoog water heeft de rivier al meerdere malen een bedreiging gevormd voor aangrenzende stukken land. Dientengevolge zijn allerlei maatregelen genomen om de rivier een minder woest verloop te geven.